# Erik Edman
Erik Kenneth Edman (* 11. November 1978 in Huskvarna) ist ein schwedischer ehemaliger Fußballspieler. Der Abwehrspieler, der mit der schwedischen Nationalmannschaft an zwei Welt- und einer Europameisterschaftsendrunde teilnahm, spielte in seiner Karriere in Schweden, Italien, Deutschland, England, Frankreich und den Niederlanden. Mit Helsingborgs IF gewann er in seinem Heimatland mehrere nationale Titel.

## Werdegang

### Karrierestart mit ersten Titeln
Edman begann 1985 mit dem Fußballspielen bei Habo IF, wo sein Vater als Trainer arbeitete. 1994 schloss der Abwehrspieler sich dem Traditionsverein Helsingborgs IF an, wo er zunächst noch drei Jahre in der Jugend eingesetzt wurde. 1997 debütierte er für den Klub in der Allsvenskan und konnte sich schnell als Stammspieler etablieren. In seinem zweiten Profijahr konnte er mit dem Landespokal seinen ersten Titelgewinn feiern und 1999 trug er in der ersten Saisonhälfte noch zum sechsten Meistertitel des Vereins bei – dem ersten seit 1941. Im Sommer verließ er nach zwölf Saisonspielen jedoch den Klub und ging nach Südeuropa.

### Glücklos im Ausland
Edmans erste Station im Ausland war der siebenmalige italienische Meister Torino Calcio, der gerade als Vizemeister der Serie B die Rückkehr in die Erstklassigkeit gefeiert hatte. Dort schien man jedoch auf die fußballerischen Fähigkeiten des schwedischen Verteidigers verzichten zu können, einzig zwei Einsätze im Pokal standen bis zum Winter zu Buche. Der in der 2. Bundesliga unter Trainer Joachim Löw in Abstiegsnot geratene Karlsruher SC war in der Winterpause auf der Suche nach Verstärkungen auf ihn und seine Lage aufmerksam geworden und lieh ihn daher bis zum Saisonende aus. Nach einer Verletzung konnte er jedoch nur einen Teil der Spiele bestreiten und war dem Verein somit kaum eine Hilfe. Am Ende der Saison stiegen sowohl der KSC als auch Torino Calcio jeweils ab.

### Rückkehr nach Schweden
In dieser Situation riefen die Verantwortlichen von AIK an und lotsten Edman zurück nach Schweden. Das Vertrauen des Klubs in den verletzten Spieler baute diesen auf und nach seiner Rückkehr auf den Platz im September des Jahres im Spiel gegen Västra Frölunda IF etablierte er sich als Stammspieler bei seinem neuen Arbeitgeber. Durch starke Leistungen wurde man auch bei der schwedischen Nationalmannschaft auf ihn aufmerksam und nominierte ihn im Dezember 2000 für die im folgenden Januar ausgetragenen Länderspiele, bei denen traditionell eine hauptsächlich aus Spielern der Allsvenskan zusammengestellte Landesauswahl aufläuft. An der Seite von weiteren Debütanten wie Zlatan Ibrahimović stand er beim 0:0-Unentschieden gegen die Färöische Nationalmannschaft erstmals im Nationaltrikot auf dem Platz.
Wie bei vielen Spielern schien dies zunächst der einzige Länderspieleinsatz Edmans zu bleiben. Für den King’s Cup im Februar wurde er nicht nominiert, aber auch zu den dann folgenden Länderspielen nicht berufen. Davon ließ er sich jedoch nicht beeindrucken und spielte eine weitere gute Halbserie. Besonders im Landespokal zeigte er vom Elfmeterpunkt Nervenstärke. Zunächst verhalf er mit einem verwandelten Strafstoß gegen Örebro SK dem Klub zum Weiterkommen und gehörte auch im Endspiel, als es im Elfmeterschießen gegen IF Elfsborg ging, zu den erfolgreichen Schützen. Allerdings verschoss sein Mannschaftskollege Sharbel Touma seinen Strafstoß, so dass Edman in seiner Zeit bei AIK ohne Titelerfolg blieb.

### Auslandsaufenthalt mit Erfolg
Bei seinem trotz Titellosigkeit vor allem persönlich erfolgreichen Jahr – Edman gewann dadurch mentale Stärke. – hatte er sich nicht zuletzt wegen seines Länderspieleinsatzes wieder ins internationale Rampenlicht gespielt. Daher wechselte er im Sommer 2001 zum SC Heerenveen in die niederländische Ehrendivision. Auf Anhieb erspielte er sich dort einen Stammplatz und konnte am Ende seiner ersten Saison mit Erreichen des vierten Tabellenranges den Einzug in den UEFA-Pokal feiern. Zudem spielte er sich ab November 2001 wieder in die Nationalmannschaft und stand beim 1:1-Unentschieden gegen die englische Nationalelf in seinem zweiten Länderspiel auf dem Platz. Im folgenden Sommer wurde er zur Weltmeisterschaft 2002 mitgenommen, blieb jedoch ohne Spielminute.
Im Wettbewerb 2002/03 scheiterte man jedoch auf Anhieb in der ersten Runde. Nach einer 0:3-Niederlage im Hinspiel bei FC Național Bukarest war ein 2:0-Heimerfolg zu wenig. Am Ende der Saison wurde durch einen siebten Platz die direkte Qualifikation für einen internationalen Wettbewerb verpasst und im UI Cup war im Finale Schluss, als sich der FC Villarreal nach einem 2:1-Erfolg in Heerenveen mit einem 0:0-Unentschieden im Rückspiel durchsetzte. Auch in seinem dritten Jahr gehörte er zu den Stammkräften und verhalf dem Klub mit einem erneuten vierten Platz zur abermaligen Qualifikation für den Europapokal. Im Sommer wurde er in den Kader der schwedischen Auswahl bei der Europameisterschaft 2004 berufen und kam während des Turniers dreimal zum Einsatz.
Mit seinen konstanten Leistungen beim Verein und in der Nationalmannschaft machte er auch in den europäischen Spitzenligen auf sich aufmerksam.

### In den großen europäischen Ligen
Edman unterschrieb im Anschluss an die EURO 2004 bei Tottenham Hotspur einen Vierjahresvertrag. Dort gehörte er auch zu den Stammspielern und nach dem Trainerwechsel von Jacques Santini zu Martin Jol wurde die Spielzeit als Tabellenneunter beendet.
Nach nur einer Spielzeit wechselte Edman kurz nach Beginn der neuen Spielzeit jedoch den Verein und ging zu Stade Rennes in die Ligue 1. Dort spielte er an der Seite seiner Landsmänner Kim Källström und Andreas Isaksson. Von seinem Wechsel erhoffte der Verteidiger sich bessere Chancen auf eine Berücksichtigung bei der Weltmeisterschaft 2006. Nach dem durch die Querelen um den Wechsel etwas turbulenten Saisonstart konnte er sich in die Stammelf bei der französischen Mannschaft spielen. Seine Hoffnungen auf die Teilnahme an der WM erfüllten sich und er bestritt alle vier Spiele der Schweden, bis sie im Achtelfinale gegen Gastgeber Deutschland ausschieden. Nachdem Edman mit Rennes im ersten Jahr als Tabellensiebter das internationale Geschäft nur um einen Punkt verpasst hatte, stand die Mannschaft nach der Spielzeit 2006/07 auf dem vierten Platz. Nachdem man Lokomotive Sofia ausgeschaltet hatte, gelang im UEFA-Pokal 2007/08 der Einzug in die Gruppenphase, die jedoch mit dem letzten Tabellenplatz beendet wurde.
In der Winterpause der Spielzeit 2007/08 wechselte Edman zurück in die Premier League. Sein neuer Arbeitgeber wurde im Januar 2008 Wigan Athletic, wo er einen bis Sommer 2010 gültigen Zweieinhalbjahresvertrag unterschrieb. Beim englischen Erstligisten etablierte er sich als wichtige Stütze der Mannschaft. Jedoch verletzte er sich am Karsamstag, dem 22. März 2008, beim Spiel gegen die Blackburn Rovers schwer. Bei einem Zusammenprall mit Jason Roberts erlitt er einen Kreuzbandriss. Nach einer langen Verletzungspause gab er im Januar 2009 für Wigan anlässlich der 1:3-Niederlage im FA Cup gegen Tottenham Hotspur ab der 84. Spielminute ein kurzes Comeback, im Februar kehrte er beim 2:0-Erfolg über Österreich in die Nationalmannschaft zurück. Bis zu seinem Ligacomeback dauerte es bis Mai, als er zum Saisonausklang der Premier League zweimal als Einwechselspieler zum Einsatz kam. Unter Trainer Roberto Martínez kam er in der folgenden Spielzeit kaum zum Zuge, da dieser Maynor Figueroa den Vorzug gab.

### Erneute Rückkehr nach Schweden
Im Februar 2010 wechselte Edman abermals in die Allsvenskan. Bei seiner ersten Profistation Helsingborgs IF unterschrieb er einen Fünf-Jahres-Kontrakt. An der Seite von Mattias Lindström, Marcus Lantz und Joel Ekstrand stand er auf Anhieb in der Stammformation des von Conny Karlsson betreuten Klubs, der in der Spielzeit 2010 hinter Malmö FF Vizemeister wurde. Dennoch blieb das Jahr nicht ohne Titel, da das Endspiel um den Landespokal erreicht wurde. Im Spiel gegen den Zweitligisten Hammarby IF, das durch einen Treffer von Rasmus Jönsson mit 1:0 gewonnen wurde, war er die komplette Spielzeit im Söderstadion auf dem Platz. Auch im Supercupen zu Beginn des folgenden Jahres gehörte er zur Startformation, nach Toren von Marcus Nilsson und Erik Sundin bei einem Gegentreffer von Wilton Figueiredo wurde das Spiel gegen Malmö FF mit 2:1 gewonnen. In der anschließenden Spielzeit setzte der Klub den Erfolgskurs fort, Edman vollendete mit der Mannschaft durch den Gewinn des Meistertitels und durch die Titelverteidigung im Landespokal den Triplegewinn in Schweden. In einer von mehreren Verletzungen geprägten Spielzeit stand er nur in knapp der Hälfte der Saisonspiele auf dem Platz und verfolgte das Pokalendspiel von außerhalb des Platzes.
Im Herbst 2011 startete Edman an der Seite von Tobias Linderoth, Nils-Eric Johansson, Anders Andersson und Marcus Lantz eine Trainerausbildung.

## Erfolge und Auszeichnungen
- Schwedischer Meister: 1999, 2011
- Schwedischer Landespokal: 1998, 2010, 2011 (ohne Endspielteilnahme)
- Schwedischer Verteidiger des Jahres (Årets back): 2004

## Privatleben
Erik Edman heiratete im Dezember 2006 Hanna Kjellsson. Sie haben zwei Kinder.